# Коммунистическая партия Республики Южная Осетия
Коммунистическая партия Республики Южная Осетия (КП РЮО, осет. Хуссар Ирыстоны Коммунистон парти, груз. სამხრეთ ოსეთის კომუნისტური პარტია) — политическая партия в частично признанной Республике Южная Осетия. Является старейшей и наиболее устойчивой партией республики.

## История
Коммунистическая партия Республики Южная Осетия создана в 1993 году.
15 мая 1993 г. на пленуме Совета СКП-КПСС партия была официально принята в эту международную организацию.
Летом 2000 года коммунисты обвинили президента в неспособности вывести республику из политического и экономического кризисов, в расколе общества, поощрении преступности и коррупции в руководстве, заигрывании с режимом Шеварднадзе. В ответ суд Республики трижды рассматривал законность перерегистрации компартии, у неё была отнята часть собственности, а представителей КП РЮО перестали допускать в официальные СМИ.
КП РЮО высказывалась против проекта Конституции Южной Осетии, вынесенной на референдум 8 апреля 2001 г. В частности, коммунисты были против пункта новой Конституции о запрете баллотироваться на пост президента гражданам моложе 35 лет и постоянно проживающим на территории Южной Осетии менее 10 лет.
В конце 2011 года КП РЮО не рассматривала себя в качестве оппозиционной политическому режиму Э. Кокойты, однако критиковала его негативные стороны: хищения, казнокрадство, грабежи, разбои, финансовые нарушения. По состоянию на май 2009 год в рядах Коммунистической партии насчитывалось 937 членов, в партии насчитывалось 76 партийных организаций.

## Участие в выборах
На выборах в Государственный ныхас РЮО 27 марта 1994 г. Коммунистическая партия одержала убедительную победу, получив 19 мест из 36.
На выборах 12 мая 1999 г. от КП РЮО было избрано 12 депутатов, при этом по партийным спискам коммунисты получили  47,7 % голосов. По мнению осетинских экспертов, на высокий результат коммунистов определенное влияние оказала поддержка со стороны депутата Государственной Думы РФ А. Чехоева, прибывшего в Цхинвали незадолго до выборов.
На вторых выборах Президента РЮО, прошедших 18 ноября 2001 г., председатель парламента Южной Осетии лидер коммунистов С. Кочиев набрал 26,1 % голосов и занял 2 место, проиграв первое Э. Кокоеву.
На выборах в Парламент Республики Южная Осетия в 2004 г. Коммунистическую партию поддержало 24,7% избирателей.
На выборах в Парламент Республики Южная Осетия 31 мая 2009 г. Коммунистическая партия Южной Осетии получила 22,25 % и 8 мест в Парламент Южной Осетии.
На выборах в Парламент Республики Южная Осетия 8 июня 2014 г. Коммунистическая партия Республики Южная Осетия не получила необходимого количества голосов и не прошла в Парламент.
На выборах в Парламент Республики Южная Осетия 9 июня 2019 г. Коммунистическая партия Южной Осетии получила 7,29 % и 1 место в Парламент Южной Осетии.

## Международные связи
КП РЮО входит в состав СКП-КПСС. В Совет СКП-КПСС, избранный XXXIV съездом СКП — КПСС, от КП РЮО входят Станислав Кочиев, Ульяна Габиева, Алан Хахиев, а в состав КРК — Иран Бекоев.

## Руководство
Первый секретарь ЦК Валерий Казиев (с 2014 года)
Прежний Первый секретарь ЦК Станислав Кочиев являлся лидером партии с 1993 по 2014 годы.
В июне 2015 года, На 11 съезде партии была введена должность Председателя с почти неограниченными полномочиями, и на эту должность на организационном пленуме ЦК после съезда был избран Кочиев Станислав Яковлевич. Первым секретарём ЦК избран Инал Уригаев (до съезда - и.о. Первого секретаря ЦК). - Правда, 13.07-3.08.2015, с.4.